# 꽌스 사원

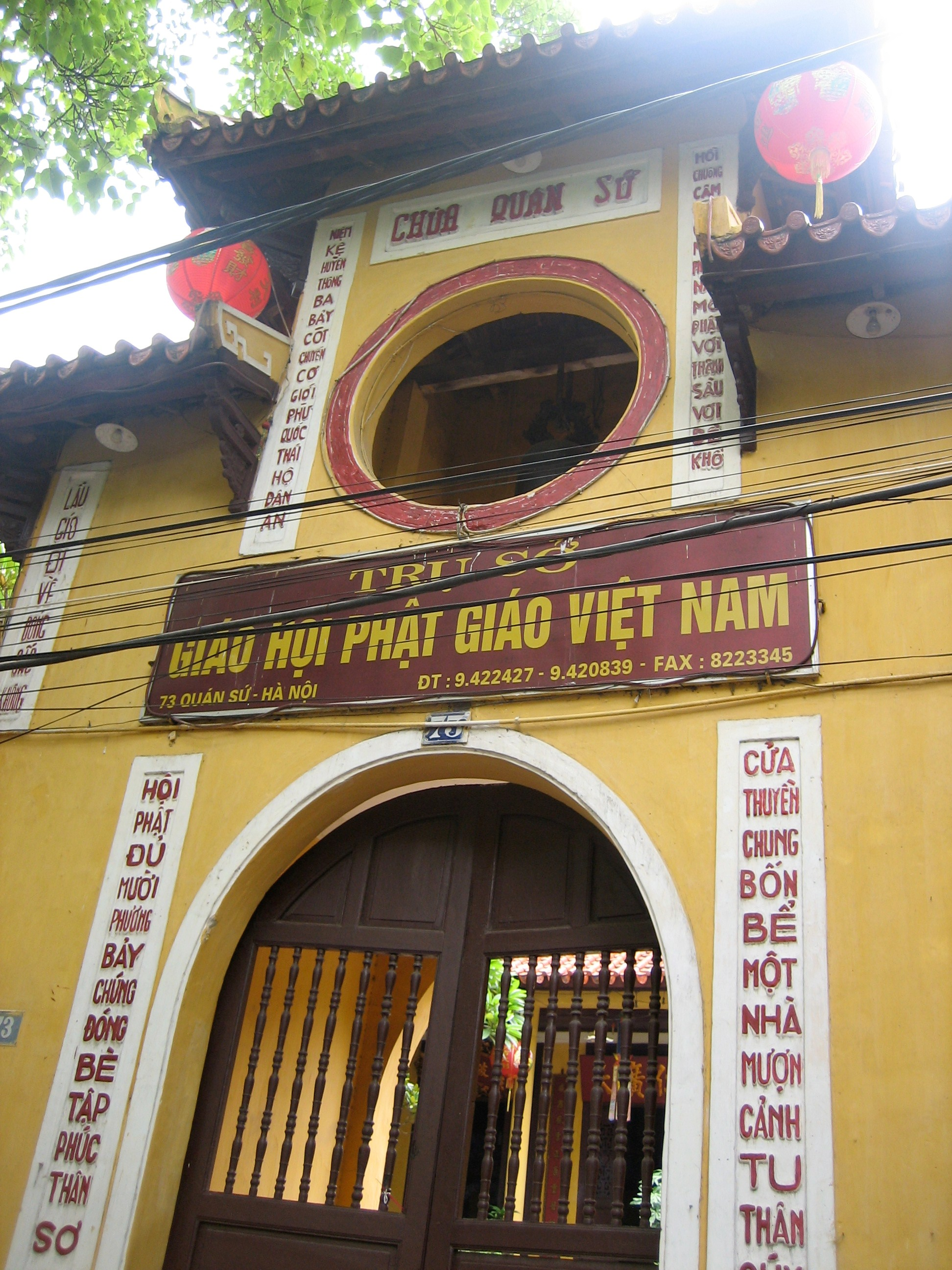
꽌스 사원의 입구

꽌스 사원(베트남어: Chùa Quán Sứ, 館使寺)은 베트남 하노이에 있는 절이다. 꽌스 사원은 베트남 왕의 초청으로 여러 나라에서 온 사신들을 영접하기 위해 15세기에 지어졌다가 불탑을 지으면서 사원으로의 역할을 하게 되었다. 사신들을 영접했던 대관은 화재로 소실되었고, 이후 레 왕조 말기에 불탑도 화재로 인해 소실되었다. 현재 베트남 불교 연합의 본부이고, 수도승들이 기거하는 장소이다.